# 제41회 금마장
제41회 금마장은 2004년 11월 25일에 열린 시상식이다.

## 수상 및 후보

### 작품상
- 가가서리 - 루 추안 수상
- 대사건 - 두기봉
- 달은 다시 떠오른다 - Cheng-sheng Lin
- 2046 - 왕가위
- 왕각흑야 - 이동승

### 다큐멘터리상
- 크로니클 오브 씨 - 이향수 수상
- Shihkang Story - Ku Hsiu-Fei
- Stone Dream - Hu Tai-Li

### 애니메이션상
- 맥두 이야기 2 - 파인애플빵 왕자 - 원건도 수상
- 호접몽 - 채명흠

### 감독상
- 대사건 - 두기봉 수상
- 쓰리, 몬스터 - 프룻 첸
- 왕각흑야 - 이동승
- 가가서리 - 루 추안

### 남우주연상
- 무간도 3 - 종극무간 - 유덕화 수상
- 금계2 - 장학우
- 2046 - 양조위
- 가가서리 - Duobuji

### 여우주연상
- 달은 다시 떠오른다 - 양귀매 수상
- 해남계반 - 실비아 창
- 2046 - 장쯔이
- Autumn of Blue - Chuan Wang

### 남우조연상
- 뉴 폴리스 스토리 - 오언조 수상
- A-1두조 - 갈민휘
- A-1두조 - 양가휘
- 유도용호방 - 시우파이 청

### 여우조연상
- 쓰리, 몬스터 - 링 바이 수상
- 20 30 40 - Kate Yeung
- 20 30 40 - 이심결
- 디 아이 2 - 원려기

### 신인배우상
- 열일곱살의 하늘 - TONY YANG YU-NIN 수상
- 곰의 포옹 - Hong Hao-Xuan 수상
- 드랙퀸 가무단 - 제임스 첸
- 나비 - 전원

### 각본상
- 유도용호방 - 구건아 수상
- 경과 - 청 원탕
- 가가서리 - 루 추안
- 곰의 포옹 - 왕 샤우디

### 각색상
- 달은 다시 떠오른다 - Lin Cheng Sheng 수상
- 마환주방 - 이지의
- 나비 - 얀얀 막

### 촬영상
- 가가서리 - Yu Cao 수상
- 2046 - Pung-Leung Kwan 외
- 왕각흑야 - 강국민
- 달은 다시 떠오른다 - Wae-Hang Yang 외

### 편집상
- 대사건 - 데이비드 M. 리처드슨 수상
- 뉴 폴리스 스토리 - Yau Chi Wai
- 쓰리, 몬스터 - Chan Ki-Hop 외
- Stone Dream - Chen Bo-Wen 외

### 미술상
- 2046 - 장숙평 수상
- 뉴 폴리스 스토리 - Wong Ching Ching 외
- 드랙퀸 가무단 - Dong-Lu Huong 외
- 달은 다시 떠오른다 - Lin Cheng Sheng 외

### 액션감독상
- 뉴 폴리스 스토리 - 우메바야시 시게루 수상
- 대척료 - 원빈
- 대사건 - 원빈
- 왕각흑야 - Chin Ka Lok

### 영화음악상
- 2046 - 피어 라벤 외 수상
- 드랙퀸 가무단 - Jung Guo Dong 외
- 해남계반 - 카와사키 마사히로
- 세계 - Giong Lim

### 주제가상
- 드랙퀸 가무단
- 대척료
- 달은 다시 떠오른다
- The Best Bet

### 분장/의상디자인상
- 드랙퀸 가무단 - Jean Chen 외 수상
- 대척료 - Stephanie Wong
- 쓰리, 몬스터 - 김원혁
- 2046 - 장숙평

### 시각효과상
- 뉴 폴리스 스토리 - 빅터 웡 외 수상
- 대척료 - Stephen Ma
- 대사건 - Stephen Ma
- Lamb - Shiao Li-Shiou Sheng Ko Shian

### 음향효과상
- 경과 - Cao Yuan-Fong 수상
- 뉴 폴리스 스토리 - Kinson Tsang
- Sacrificial Victims - Tu Du-Chih
- 2046 - Tu Du-Chih

### 단편영화상
- 신비한 세탁기 - 이윤찬 수상
- Stars by the Window - Chiu Li Wei
- Lamb - Studio Apeman

### 관객상
- 뉴 폴리스 스토리 - 진목승 수상

### 평생공로상
- A-Pi Po 수상

### 최우수대만영화상
- 드랙퀸 가무단 - 제로 추 수상

### 최우수대만영화인상
- Stone Dream - Chen Bo-Wen 수상